# 30
| Calendário gregoriano                                                        | 30 XXX          |
| Ab urbe condita                                                              | 783             |
| Calendário arménio                                                           | -522 – -521     |
| Calendário bahá'í                                                            | -1814 – -1813   |
| Calendário budista                                                           | 574             |
| Calendário chinês                                                            | 2726 – 2727     |
| Calendário copta                                                             | -254 – -253     |
| Calendário etíope                                                            | 22 – 23         |
| Calendários hindus - Vikram Samvat - Calendário nacional indiano - Cáli Iuga | 85 – 86 N/A     |
| Calendário Holoceno                                                          | 10030           |
| Calendário islâmico                                                          | 611 BH – 609 BH |
| Calendário judaico                                                           | 3790 – 3791     |
| Calendário persa                                                             | 592 BP – 591 BP |
| Calendário rúnico                                                            | 280             |
| Calendário solar tailandês                                                   | 573             |

30 (XXX, na numeração romana) foi um ano comum do século I, do Calendário Juliano, da Era de Cristo, teve início a um domingo e terminou também a um domingo, e a sua letra dominical foi A.
| Ano completo                    |
| ------------------------------- |
| Ano comum com início ao domingo |

## Eventos
- Início provável do reinado de Cujula Cadefises, considerado o fundador do Império Cuchana.
- Nomeação de Pedro como 1° Papa da Igreja Católica.

## Nascimentos
- Nerva — imperador romano de 96 a 98  (m. 98).
- Popeia Sabina — segunda esposa do imperador romano Nero  (m. 65).
- Cláudia Antônia — filha do imperador romano Cláudio e de Élia Pecina  (m. 66).
- Quinto Petílio Cerial — general romano.
- Marco Úlpio Trajano — senador romano, pai biológico do imperador Trajano (data provável).
- Santa Tecla — virgem e protomártir natural de Icônio (data provável).

## Mortes
- 7 de abril — Para certos acadêmicos, possível data da crucificação de Jesus.[1] O consenso acadêmico indica que Jesus foi provavelmente crucificado em 33 d.C.[2]
- Shamai — sábio judeu  (n. 50 a.C.).